# Auto 5000
Die Auto 5000 GmbH war eine Tochtergesellschaft der Volkswagen AG, die die VW-Modelle Touran und Tiguan im Werk Wolfsburg produzierte. Sie wurde im August 2001 infolge von Verhandlungen zwischen VW und der IG Metall seit November 1999 gegründet, um in Wolfsburg Arbeitsplätze zur Produktion des Touran einzurichten, die nach einem niedrigeren und flexibleren Tarif mit erhöhter Arbeitszeit gegenüber dem damals gültigen Volkswagen Haustarifvertrag entlohnt werden konnten. Die Einrichtung der Tochtergesellschaft wurde als arbeitsmarktpolitisches Projekt verstanden. In den Verhandlungen vermittelte der Bundeskanzler Gerhard Schröder.
Der Name bezieht sich auf den in Ankündigungen angesetzten Plan, dass 5000 neue Arbeitnehmer zu 5000 DM Brutto-Entgelt eingestellt werden sollten. Das Konzept wurde mit dem Slogan 5000 mal 5000 beworben.
Zunächst wurden Arbeitslose und von der Arbeitslosigkeit bedrohte Personen rekrutiert. Die ersten 120 Mitarbeiter wurden im November 2001 eingestellt. Im März 2002 begann das offizielle dreistufige Auswahlverfahren. Diejenigen, die dieses bestanden, nahmen an einer dreimonatigen von der Bundesagentur für Arbeit bezahlten Qualifizierungsmaßnahme teil. Sie erhielten daraufhin einen auf sechs Monate befristeten und anschließend unbefristeten Arbeitsvertrag für die inzwischen entstandene Auto 5000 GmbH. Der im ursprünglichen Tarifvertrag angesetzte Bruttolohn betrug 4000 DM im Monat. Es war geplant, im Laufe des Projekts 1500 weitere Stellen bei der Auto 5000 GmbH zum Bau des VW Microbus am Standort Hannover einzurichten. Der Microbus wurde nie gebaut.
Das Projekt wurde in der Eigenwerbung der Volkswagen AG als „zu den innovativsten seiner Zeit gehörend“ bezeichnet, weil es unter Beweis stelle, dass am Standort Deutschland mit modernen Fertigungsprozessen, neuen Vertriebswegen und innovativen Qualifizierungsmodellen international erfolgreiche und wettbewerbsfähige Automobile produziert werden könnten.
Im Juni 2006 wurde mit den Vertretern der IG Metall ein Dauertarifvertrag abgeschlossen, der gleichzeitig eine Lohnerhöhung von drei Prozent für die Beschäftigten der Auto 5000 GmbH bedeutete. Damit wurde der Ende März 2006 ausgelaufene „erste Projekttarifvertrag Auto 5000“ ersetzt.
Die Zahl der Mitarbeiter, die in den Hallen 10 (Karosseriebau), 9 (Lackiererei) und 8 (Montage) sowie 37a, 34a und 35 des Stammwerkes Wolfsburg den VW Touran produzieren, stieg bis Oktober 2006 auf rund 4000 Beschäftigte an. Im Dezember 2007 waren 4200 Personen bei der Auto 5000 GmbH tätig.
Von November 2002 bis Anfang Oktober 2006 wurden insgesamt rund 650.000 Touran der ersten Generation in Wolfsburg produziert. Mitte Oktober 2006 erhielt der Touran ein sogenanntes „Facelift“ und wurde weiterhin durch die Beschäftigten der Auto 5000 GmbH produziert. Danach wurden bis zum 2. Juli 2007 750.000 Touran produziert. Im Jahr 2008 wurden 180.000 Touran durch die Auto 5000 GmbH hergestellt.
Durch die Auto 5000 GmbH wurde ab 2007 ebenfalls der Kompakt-SUV Tiguan gefertigt, der auf der IAA 2007 seine Weltpremiere feierte und ab Oktober 2007 erhältlich war. 2008 wurden 16.000 Fahrzeuge hergestellt.
Ab dem 1. Januar 2009 wurden fast alle Beschäftigten der Auto 5000 GmbH von der Volkswagen AG übernommen und damit das Projekt beendet. Für den Übergangsprozess vereinbarten die IG Metall, die Auto 5000 GmbH und die Volkswagen AG einen Integrations-Tarifvertrag.